# Daniel Adamson
Le Daniel Adamson  est un ancien remorqueur à vapeur britannique.
Il est désormais exposé comme navire musée au Merseyside Maritime Museum.
Ce bâtiment est inscrit au registre du National Historic Ships depuis 1993 et il est aussi l'un des nombreux bateaux de la National Historic Fleet.

## Histoire
Ce remorqueur a été construit en 1903 par la Compagnie de développement de Tranmere Bay à Birkenhead, sous le nom de Ralph Blocklebank pour la Shropshire Union Railways and Canal Company (en). Il est l'un des trois nouveaux remorqueurs construits au début du 20e siècle pour le service de remorquage des barges de la Shropshire Union Company entre Ellesmere Port et le port de Liverpool. Grâce au grand trafic commercial sur cette voie fluviale, ces grands remorqueurs assuraient aussi le transport de passagers en service régulier depuis les années 1880. Le transport combiné de passagers et de remorquage des barges s'est poursuivi jusqu'en 1915. Puis de 1915 jusqu'en 1921, le Ralph Brocklekank et ses deux sister-ships WE Dorrington et Lord Stalbridge n'ont opéré qu'en tant que remorqueurs.
En 1921, la Manchester Ship Canal Company, gestionnaire du canal maritime de Manchester a acquis les trois remorqueurs. La compagnie a de nouveau rouvert le transport des passagers. À la suite de la mise à la casse de leur ancien remorqueur Charles Galloway en 1929, la compagnie a amélioré les installations passagers en fournissant des auvents amovibles installés sur le pont.
En 1936, d'autres modifications ont été apportées et l'intérieur a été meublé dans le style contemporain Art déco. Après cette réfection, le navire a été rebaptisé Daniel Adamson en l'honneur du premier président de la Manchester Ship Canal Company. De 1936 à 1984, il a continué à opérer comme remorqueur et comme navire de direction. Les deux autres remorqueurs ont été mis hors de service en 1937 et 1946.
En 1986, Daniel Adamson a été mis en réserve et amarré au quai du The Boat Museum à Ellesmere Port. Devant son état de détérioration il a été transporté à Liverpool au Merseyside Maritime Museum. Entre 2005 et 2012, des subventions de la Heritage Lottery Fund permettent sa restauration.